# Sulejmanija (mošeja)
Mošeja Sulejmanija (turško Süleymaniye Camii)  je osmanska cesarska mošeja na Tretjem carigrajskem griču, Carigrad, Turčija.
Gradnjo mošeje je naročil sultan Sulejman Veličastni (vladal 1520–1566), po katerem se imenuje, zasnoval pa cesarski arhitekt Mimar Sinan.  Gradnja se je začela pred letom leta 1550. Napis na mošeji kaže, da je bila njena svečana otvoritev leta 1557. Mimar Sinan je bil najslavnejši inženir in arhitekt Osmanskega cesarstva. Arhitektura in izdelava mošeje sta izredno lepi in privabljata številne vernike in obiskovalce.

## Zgodovina
Mošeja je bila zgrajena po naročilu sultana Sulejmana Veličastnega in načrtih arhitekta Mimarja Sinana. Nad severnim portalom je na treh marmornih ploščah vklesan ustanovitveni napis v arabščini, ki pravi da se je začela graditi leta 1550 in bila svečano odprta leta 1557. V resnici se je začela graditi pred letom 1550, deli kompleksa pa leta 1557 niso bili povsem dokončani. Mošeja je nekoliko manjša od Hagije Sofije, po kateri se je zgledovala.
Sulejmanija je bila poškodovana v velikem požaru leta 1660 in bila po naročilu sultana Mehmeda IV. obnovljena. V potresu leta 1766 se je porušil del kupole. Med njenimi popravili je bil uničen del izvirne Sinanove dekoracije. Nedavno čiščenje kupole je pokazalo, da je Sinan najprej eksperimentiral z modro barvo in se kasneje odločil za rdečo.
Med prvo svetovno vojno je bilo na dvorišču skladišče orožja. Nekaj streliva se je vnelo in mošejo je zajel še en požar. Popolnoma obnovljena je bila šele leta 1956.

## Arhitektura

### Zunanjost
Tako kot druge cesarske mošeje v Carigradu ima tudi Sulejmanija pred samim vhodom veliko dvorišče z vodnjakom. Dvorišče izjemne velikosti je obdano s stebri iz marmorja, granita in porfirja. Severozahodna fasada mošeje je okrašena s pravokotnimi okenskimi lunetami iz izniških keramičnih ploščic. Na prvotni stavbi je bila na izniških ploščicah pod glazuro vidna paradižnikovo rdeča glina.
Na štirih vogalih dvorišča so minareti. Dva višja sta visoka 63,8 m, do vrha svinčene strehe 76 m in imata po tri galerije (serif). Manjša minareta sta visoka 56 m in imata po dve galeriji. Štiri minarete so lahko imele samo cesarske mošeje, mošeje princev in princes pa samo dva. Minareti imajo skupaj deset galerij, ki simbolično kažejo na to, da je bil Sulejman deseti osmanski sultan. Glavna kupola mošeje je visoka 53 m in ima premer 26,5 m, kar je natančno polovica njene višine. Njen premer je nekoliko manjši od premera kupole Hagije Sofije. Okoli mošeje je velik odprt prostor. Zahodno od nje sta mavzoleja sultana Sulejmana in njegove žene Hurem sultan. V Sulejmanovem mavzoleju (turbe)  so tudi grobnice nekaj njegovih naslednikov.

### Notranjost
Notranjost mošeje je skoraj popoln kvadrat s stranico 59 m, ki tvori en sam velik odprt prostor. Glavna kupola, podprta s štirimi ogromnimi porfirnimi slopi, je obdana s polkupolami. V njej je enonadstropna, izven nje pa dvonadstropna stebriščna galerija. 
Okna so iz večbarvnega stekla. Z izniškimi ploščicami je okrašena samo okolica mihraba iz belega marmorja. Na ploščicah so cvetlični vzorci modre in turkizne barve na beli podlagi. Na drugi strani mihraba so izniške kaligrafske rondele z besedili iz sure Fatiha (Koran 1:1–7). Mirhab je enostaven, izdelan iz lesa in okrašen z intarzijami iz slonovine in biserovine. Mošeja je zelo akustična. Oblika kupole je posneta po kupoli v Hagiji Sofiji, po kateri so se zgledovale tudi druge mošeje v Osmanskem cesarstvu in na Bližnjem vzhodu. Mednje sodita Modra mošeja in Šahzada v Istanbulu in Alijeva mošeja v Egiptu.

### Mavzoleja
V obzidanem vrtu za mošejo sta mavzoleja Sulejmana Veličastnega in njegove najljubše žene Hurem Sultan (Rokselana). Huremin osmerokotni mavzolej je bil zgrajen leta 1558, leto dni po njeni smrti. Notranjost je okrašena z izniškimi ploščicami. Med sedmimi okni so mihrabu podobne kapucaste niše. Strop je zdaj bel, vendar je bil včasih najbrž pisano obarvan.
Sulejmanov mavzolej je mnogo večji. Zgrajen je bil leta 1566, leto dni po sultanovi smrti. Dokončan je bil verjetno leto kasneje. Obdan je s stebriščem s 24 stebri. Vhod vanj je z vzhodne strani in ne s severne, kot običajno. Na obeh straneh vhoda sta panela iz izniških ploščic, prvih v zgodovini okrašenih s svetlo smaragdno zeleno poslikavo, značilno za kasnejšo izniško keramiko. Notranjost je lažna kupola, podprta z osmimi stebri znotraj zunanje školjke. Na spodnji etaži je 14 oken, v zgornji pa pod oboki še 24 oken iz raznobarvnega stekla. Notranjost je obložena s ploščicami. Nad okni so paneli s citati iz Korana. Ob grobu Sulejmana Veličastnega so grobovi njegove hčerke Mihrimah Sultan in njegovih naslednikov Sulejmana II. (vladal 1687–1691) in Ahmeda II.  (vladal 1691–1695).

### Kompleks
Enako kot druge cesarske mošeje v Carigradu je tudi Sulejmanija zasnovana kot kompleks (külliye) s spremljajočimi stavbami za zadovoljevanje verskih in kulturnih potreb. Prvotni kompleks je vseboval mošejo, bolnišnico (darüşşifa), osnovno šolo, javno kopališče (hamam), karavanseraj, štiri šole Korana (medrese), posebno šolo hadita, medicinski kolegij in javno kuhinjo (imaret) za reveže. Več stavb še vedno stoji. V nekdanjem imaretu je zdaj restavracija. V nekdanji bolnišnici je zdaj tiskarna v lasti turške vojske. 
Tik pod severnim obzidjem mošeje je grobnica njenega arhitekta Mimarja Sinana, ki je bila popolnoma obnovljena leta 1922.

## Gallery
- Sulejmanija, osmanska miniatura
- Sülejmanija leta 1890
- Sulejmanija leta 1903, posnetek iz zraka
- Sulejmanov mavzolej
- Mavzolej Hurem Sultan (Rokselana)
- Huremin mavzolej
- Zahodni vhod na vrt Sulejmanije
- Zahodni portal
- Sulejmanija leta 2015
- Detal
- Severna stran mošeje
- Južna stran mošeje
- Kupole
- Kupole
- Kupole
- Muezzin mahfili
- Sülejmanija med verskim obredom